# Ottaviano Del Turco

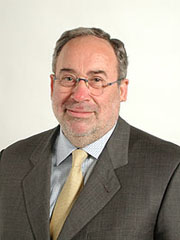
Ottaviano Del Turco

Ottaviano Del Turco (* 7. November 1944 in Collelongo; † 22. August 2024 ebenda) war ein italienischer Politiker (PSI, SDI).

## Leben
Del Turco begann sein öffentliche Laufbahn als Gewerkschaftsfunktionär und nahm später führende Positionen innerhalb der Partito Socialista Italiano (PSI) unter dem Generalsekretär Bettino Craxi wahr, bis die PSI im Zuge eines Bestechungsskandals in den Jahren 1992 bis 1994 an Einfluss verlor. Er blieb jedoch als Vertreter der Mitte-links-Parteien Mitglied der Camera dei deputati (Abgeordnetenkammer) und war dort von 1996 bis 2000 Vorsitzender des Anti-Mafia-Ausschusses.
Im April 2000 berief ihn Ministerpräsident Giuliano Amato zum Finanzminister in dessen Kabinett. Dieses Amt bekleidete er bis zum Ende von Amatos Amtszeit im Juni 2001. In dieser Funktion übernahm er öffentlich im Jahr 2000 von Luciano Pavarotti, gegen den seit 1996 wegen Steuerhinterziehung ermittelt worden ist, einen Scheck über 25 Mrd. Lire (12,5 Mio. Euro), um dessen Steuerschulden abzubezahlen.
Bei der Europawahl 2004 wurde er als Vertreter der Socialisti Democratici Italiani zum Mitglied des Europäischen Parlamentes gewählt.
Im April 2005 verzichtete er jedoch auf sein Abgeordnetenmandat, nachdem er zuvor zum Präsidenten der Region Abruzzen gewählt wurde. Nach Vorwürfen der Korruption im öffentlichen Gesundheitssektor der Region wurde er am 14. Juni 2008 verhaftet, da auch er der Annahme von Bestechungsgeldern in Höhe von rund 6 Millionen Euro verdächtigt wurde. Drei Tage nach seiner Verhaftung trat er am 17. Juli 2008 als Regionalpräsident der Abruzzen zurück.
Ottaviano del Turco starb im Alter von 79 Jahren nach langer schwerer Krankheit in seinem Heimatort Collelongo in der Marsica.